# Leśniewo Dolne
Leśniewo Dolne – wieś sołecka w Polsce położona w województwie mazowieckim, w powiecie ciechanowskim, w gminie Grudusk.
| SIMC    | Nazwa   | Rodzaj    |
| ------- | ------- | --------- |
| 0115619 | Dębowo  | część wsi |
| 0115625 | Polanka | część wsi |

W latach 1975–1998 miejscowość administracyjnie należała do województwa ciechanowskiego.
Przez miejscowość przebiega droga wojewódzka DK616.